# نورمن هانتر
نورمن هانتر (انگلیسی: Norman Hunter؛ ۲۹ اکتبر ۱۹۴۳ - ۱۷ آوریل ۲۰۲۰) بازیکن فوتبال اهل انگلستان بود که سابقهٔ بازی در تیم ملی فوتبال انگلستان را در کارنامهٔ خود دارد. وی در تاریخ ۸ دسامبر ۱۹۶۵ نخستین بازی ملی خود را در مقابل تیم ملی فوتبال اسپانیا انجام داد و با حضور در ۲۸ بازی ملی، در تاریخ ۳۰ اکتبر ۱۹۷۴ واپسین بازی ملی‌اش را در برابر تیم ملی فوتبال چکسلواکی برگزار کرد.
این بازیکن توانسته در بازی‌های ملی، ۲ گل به ثمر برساند.
در ۱۰ آوریل ۲۰۲۰ گزارشی از ابتلا وی به بیماری کروناویروس منتشر شد، در ۱۶ آوریل حال عمومی وی وخیم اعلام شد و سپس در ۱۷ آوریل باشگاه لیدز یونایتد درگذشت وی را تأیید کرد.